# Harald Witwer

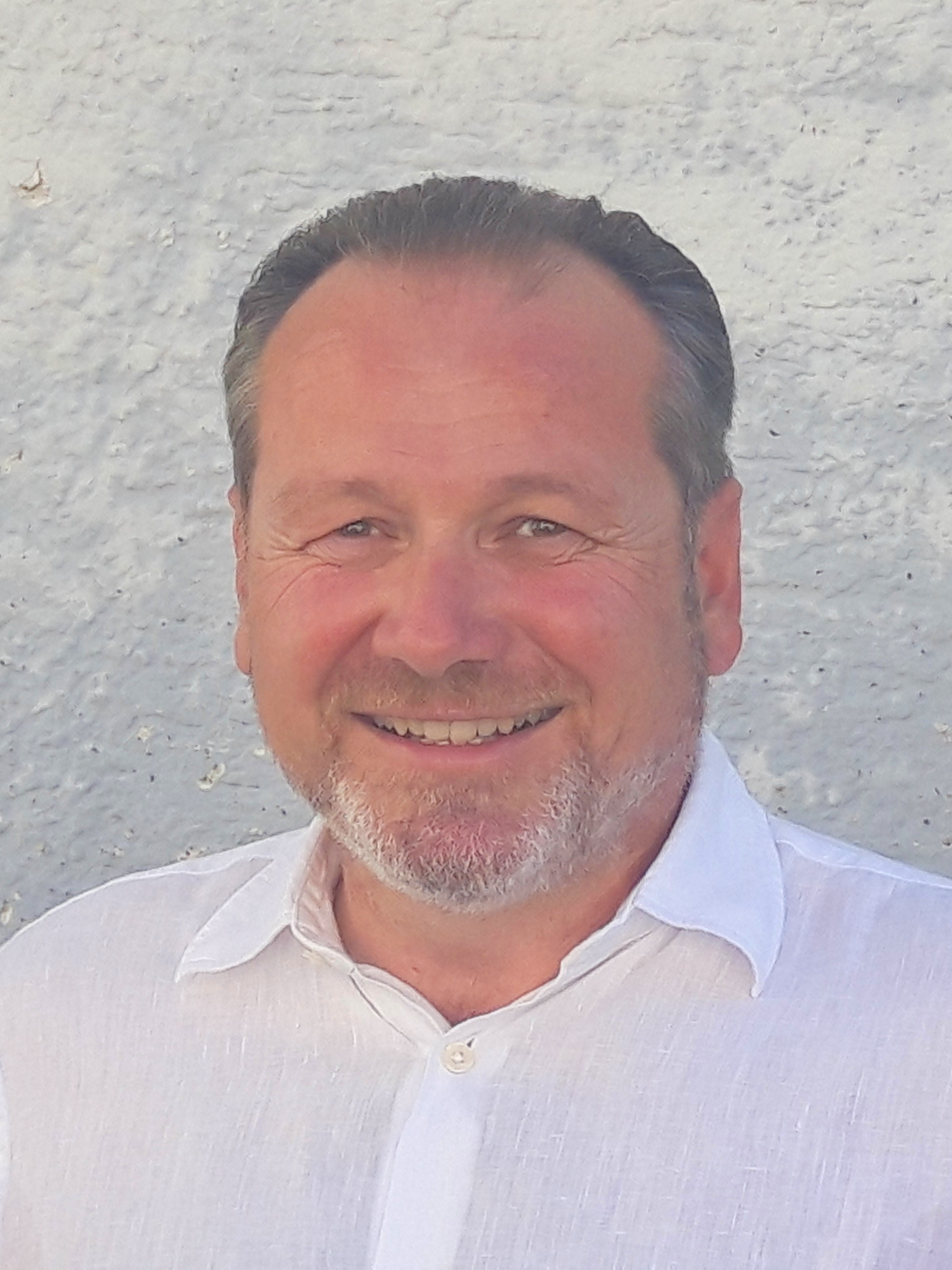
Harald Witwer (2024)

Harald Witwer (* 31. März 1977 in Bludenz) ist ein österreichischer Politiker (ÖVP). Witwer ist Bürgermeister der Gemeinde Thüringen und seit 9. Mai 2018 Abgeordneter zum Vorarlberger Landtag.

## Leben und Wirken
Harald Witwer studierte Politik- und Wirtschaftswissenschaft und war anschließend als Pressereferent des Landtagsklubs der ÖVP Vorarlberg im Vorarlberger Landtag tätig. Politisch betätigte sich Witwer erstmals bei der Jungen Volkspartei. Ab dem Jahr 2000 war er Ersatzmitglied der Gemeindevertretung in Thüringen, 2005 wurde er zum vollen Gemeindevertretungs-Mitglied gewählt. Bei der Gemeindevertretungs- und Bürgermeisterwahl 2010 kandidierte Witwer als Spitzenkandidat der Liste „Harald Witwer - Liste Thüringen“ in seiner Heimatgemeinde gegen den bisherigen Bürgermeister Berno Witwer, den er schließlich in der Stichwahl mit 56,2 % der Stimmen schlagen konnte. Seitdem ist Witwer hauptberuflich als Thüringer Bürgermeister tätig, wobei er 2015 in der Bürgermeisterdirektwahl im ersten Wahlgang mit 65,87 % der Stimmen im Amt bestätigt wurde. Im Juni 2017 wurde Harald Witwer, der bis dahin seit 2015 als Bezirksobmann des ÖAAB im Bezirk Bludenz fungiert hatte, als Nachfolger von Edgar Mayer an der Spitze des ÖAAB Vorarlberg nominiert. Seit Frühjahr 2018 ist er gewählter Obmann des ÖAAB Vorarlberg.
Bei der Landtagswahl in Vorarlberg 2014 kandidierte Harald Witwer im Landtagswahlkreis Bludenz auf dem 6. Listenplatz der ÖVP. Nachdem Christian Gantner im April 2018 zum Landesrat bestellt wurde, rückte Harald Witwer durch den Verzicht des vor ihm gereihten ehemaligen Landtagsvizepräsidenten Heinz Peter Ritter als Nächstgereihter der Liste für Gantner in den Landtag nach. Er wurde in der Landtagssitzung am 9. Mai 2018 erstmals als Abgeordneter angelobt. Im Landtag war er Bereichssprecher des ÖVP-Landtagsklubs für die Themen Arbeit und Arbeitsmarkt, Energie, Wasserwirtschaft und Abfallwirtschaft. Am 20. November 2019 wurde er nach der Landtagswahl 2019 erneut als Nachrücker für Landesrat Gantner im Vorarlberger Landtag als Abgeordneter angelobt.